# Manuel José Macário do Nascimento Clemente
Manuel José Macário do Nascimento Clemente (Torres Vedras, 16 luglio 1948) è un cardinale e patriarca cattolico portoghese, dal 10 agosto 2023 patriarca emerito di Lisbona.

## Biografia
Manuel José Macário do Nascimento Clemente è nato il 16 luglio 1948 nel quartiere di São Pedro e São Tiago, comune di Torres Vedras, in Portogallo. È il terzo dei quattro figli di Francesco Clemente, un industriale, e Maria Sofia, un'attivista cattolica. La sua è una famiglia molto credente.

### Formazione e ministero sacerdotale
Dopo aver terminato gli studi secondari si è iscritto alla Facoltà di Lettere di Lisbona. Durante gli studi, nel 1973, ha deciso di seguire la sua vocazione al sacerdozio entrando nel seminario maggiore di Cristo Re dos Olivais. L'anno successivo si è laureato in Storia presso la facoltà della capitale. Nel 1975 ha cominciato ad insegnare Storia della Chiesa all'Università Cattolica Portoghese. Dopo quattro anni, nel 1979, ha conseguito la licenza in Teologia presso la stessa università. Il 29 giugno dello stesso anno è stato ordinato presbitero nella cattedrale di Lisbona per mano del patriarca cardinale António Ribeiro.
Coadiutore delle parrocchie di Torres Vedras e Runa, nel 1980 è diventato formatore nel seminario di Cristo Re dos Olivais. Nel 1989 è stato nominato canonico del capitolo della cattedrale patriarcale e vice-rettore del seminario. Nel 1997 è diventato rettore del seminario. Nel 1992 ha ottenuto il dottorato in teologia storica con una tesi dal titolo "Le origini dell'apostolato contemporaneo in Portogallo. La «Società Cattolica» (1843-1853)". È stato coordinatore del Consiglio presbiterale del patriarcato dal 1996, e coordinatore del Comitato preparatorio all'Assemblea del Giubileo per il clero per l'anno 2000. È autore di un ampio lavoro storiografico, tra cui ve ne sono alcuni degni di nota come "Portogallo, portoghese e scopo", pubblicato nel 2009, e "Chiesa e società portoghese, dal liberalismo alla Repubblica". È stato direttore del Centro de Estudos de História Religiosa, presso la stessa università, tra il 2000 e il 2007. Dal 1993 è membro della Sociedade Científica da Universidade Católica e dal 1996 anche socio accademico corrispondente dell'Accademia Portoghese di Storia. È stato anche coordinatore di due progetti finanziati dall'ex Junta Nacional da Investigação Científica (attuale Fundação para a Ciência e a Tecnologia): "Chiesa e movimenti sociali: organizzazioni cattoliche in Portogallo nel ventesimo secolo" (1993-1995) e "Movimento cattolico e presenza della Chiesa nella società portoghese" (1996-1998).

### Ministero episcopale e cardinalato

#### Vescovo ausiliare di Lisbona
Il 6 novembre 1999 papa Giovanni Paolo II lo ha nominato vescovo titolare di Pinhel ed ausiliare del patriarcato di Lisbona. Ha ricevuto la consacrazione episcopale il 22 gennaio 2000, nel Monastero dos Jerónimos, per mano del patriarca José da Cruz Policarpo, assistito da monsignor Manuel Franco da Costa de Oliveira Falcão, vescovo emerito di Beja, e da monsignor Albino Mamede Cleto, vescovo coadiutore di Coimbra.
Come vescovo ausiliare di Lisbona è stato responsabile per le parrocchie nella parte occidentale del patriarcato. L'11 aprile 2002 è stato nominato promotore della pastorale della cultura nella Conferenza episcopale del Portogallo. Dal 2005 al 2011 è stato presidente della Commissione episcopale per la cultura, dei beni culturali e della comunicazione sociale. Per questo motivo è una figura riconosciuta nell'ambiente culturale portoghese, contribuendo anche al Ministero della Cultura del suo Paese, ed è un ottimo comunicatore, molto rispettato dagli intellettuali dentro e fuori dalla Chiesa. Per molti anni ha operato e collaborato regolarmente con diversi media, partecipando al programma "O Dia do Senhor", nel canale Rádio Renascença, per circa un decennio, e collaborando attivamente nel programma "Ecclesia" sul canale RTP2, con uno spazio settimanale.
Il suo spirito missionario lo ha portato a coordinare la squadra portoghese del Congresso internazionale per la Nuova Evangelizzazione (ICNE) che unisce l'arcidiocesi di Vienna (2003), quella di Parigi (2004), il patriarcato di Lisbona (2005), l'arcidiocesi di Malines-Bruxelles (2006) e quella di Strigonio-Budapest (2007).

#### Vescovo di Porto
Il 22 febbraio 2007 papa Benedetto XVI lo ha nominato vescovo di Porto, dopo la rinuncia per raggiunti limiti di età del settantaseienne vescovo Armindo Lopes Coelho. Ha preso possesso della diocesi il 25 marzo successivo. Nel 2008 è stato il primo vescovo portoghese a dare gli auguri di Natale attraverso You Tube. Nel 2009 ha ricevuto il Prémio Pessoa. Nel 2010 ha lanciato la "Missão 2010" e ha ricevuto il Pontefice a Porto, durante il suo viaggio apostolico in Portogallo, dall'11 al 14 maggio. Nello stesso anno è stato insignito dal presidente della Repubblica portoghese Aníbal Cavaco Silva della Gran Croce dell'Ordine di Cristo. Il 25 aprile 2011 è stato decorato con la Medaglia d'Onore Municipale del Comune.
Nello stesso anno è stato eletto vicepresidente della Conferenza episcopale del Portogallo ed è stato nominato membro del Pontificio Consiglio delle Comunicazioni Sociali.
Nel 2012, in seguito alla pubblicazione di una nota pastorale della Conferenza episcopale, ha presieduto la solenne apertura delle celebrazioni per il 150º anniversario della nascita della Beata Maria del Divin Cuore, contessa di Droste zu Vischering e madre superiora delle Suore del Convento Buon Pastore di Porto che ha il merito di aver influenzato papa Leone XIII nel consacrare il mondo al Sacro Cuore di Gesù. Dal 7 al 28 ottobre dello stesso anno ha partecipato alla XIII Assemblea Generale Ordinaria del Sinodo dei Vescovi.
Il 12 dicembre successivo ha ricevuto anche la Gran Croce dell'Ordine Pro Merito Melitensi del Sovrano Militare Ordine di Malta.

#### Patriarca di Lisbona

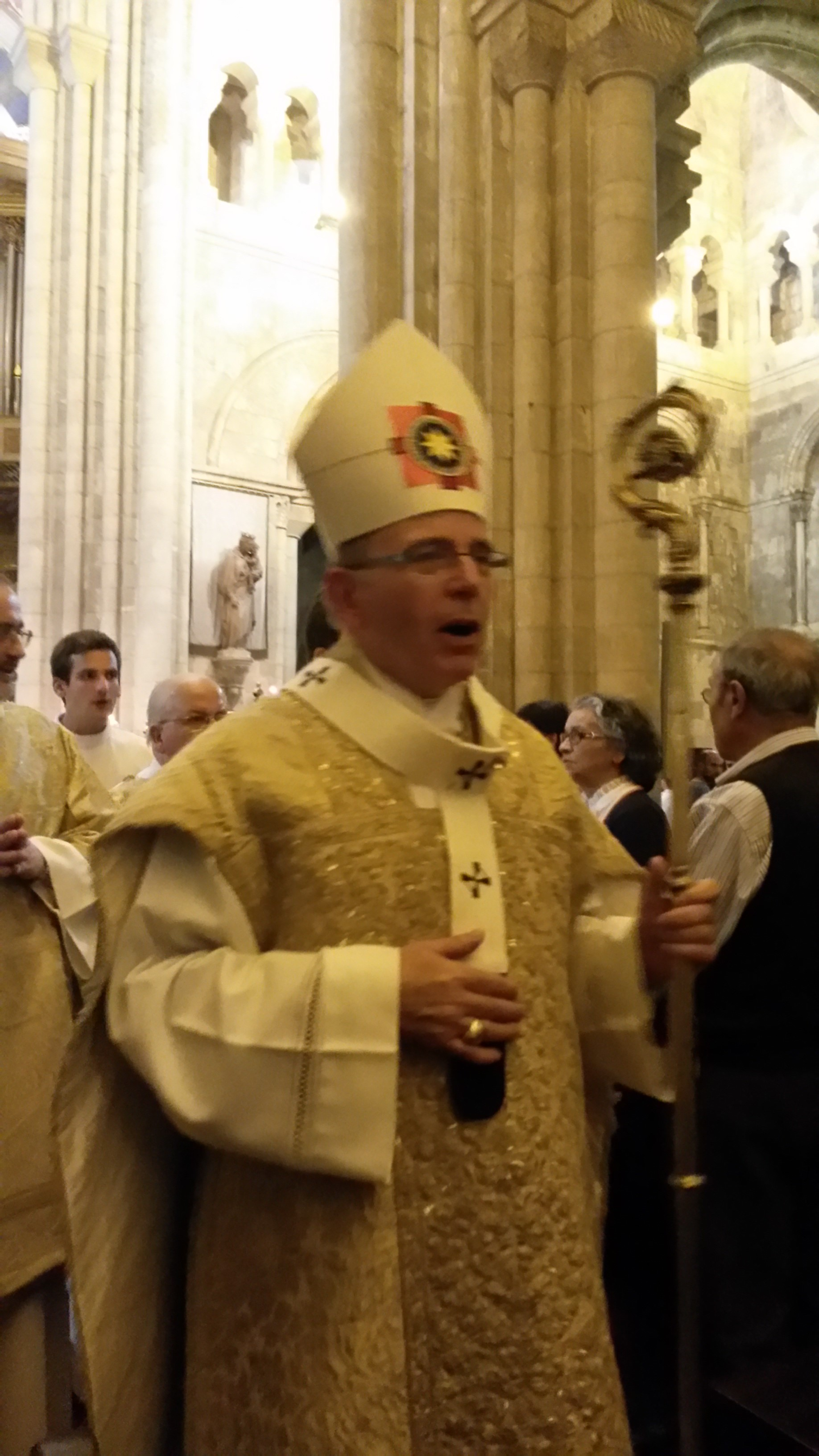
Il futuro cardinale Clemente durante la celebrazione dell'anniversario della Cattedrale di Lisbona, il 25 ottobre 2013

Il 18 maggio 2013 papa Francesco lo ha nominato diciassettesimo patriarca Lisbona, dopo aver accettato la rinuncia per raggiunti limiti di età del settantasettenne cardinale José da Cruz Policarpo. L'annuncio ufficiale della nomina è stato dato dalla nunziatura apostolica in Portogallo in una nota inviata all'Agenzia "Ecclesia". Nel suo addio comunicato alla diocesi di Porto, ha affermato che "il cuore non ha nessuna distanza, solo una maggiore profondità". Ha preso possesso canonico del patriarcato il 6 luglio successivo nella Cattedrale patriarcale di Santa Maria Maggiore, ma il solenne ingresso come patriarca si è tenuto il giorno successivo nella chiesa del Monastero dos Jerónimos. Ha ricevuto in concomitanza anche il titolo di gran priore per il Portogallo e cavaliere di Gran Croce dell'Ordine Equestre del Santo Sepolcro di Gerusalemme.
Il 19 giugno 2013 è stato eletto presidente della Conferenza Episcopale del Portogallo. Il successivo 29 giugno, giorno della solennità dei Santi Pietro e Paolo, si è recato nella Basilica di San Pietro, dove papa Francesco gli ha imposto il pallio, simbolo di comunione tra la Santa Sede e il metropolita.
Per la prima volta non fu rispettato il privilegio contenuto nella bolla Inter praecipuas concessa da papa Clemente XII ai patriarchi di Lisbona Occidentale di essere creati cardinali nel primo concistoro dopo la loro elezione, allorquando nel concistoro del 22 febbraio 2014 il patriarca di Lisbona non fu elevato alla sacra porpora. 
Il 4 gennaio 2015, dopo l'angelus domenicale, papa Francesco ha annunciato la sua volontà di crearlo cardinale nel concistoro avvenuto presso la Basilica di San Pietro il 14 febbraio successivo, in cui gli sono stati conferiti l'anello, la berretta cardinalizia e il titolo cardinalizio di Sant'Antonio in Campo Marzio, che aveva avuto il suo predecessore sulla Cattedra di Lisbona, il cardinale Policarpo. Ha preso possesso della Chiesa di Sant'Antonio in Campo Marzio, chiesa nazionale della comunità portoghese di Roma, in una cerimonia svoltasi il 14 giugno dello stesso anno alle ore 17.
Il successivo 13 aprile lo stesso pontefice lo ha nominato membro della Congregazione per il clero e del Pontificio consiglio delle comunicazioni sociali.
Dal 4 al 25 ottobre 2015 ha preso parte, dopo essere stato eletto dalla Conferenza Episcopale del Portogallo, alla XIV Assemblea Generale Ordinaria del Sinodo dei Vescovi che si è tenuta nella Città del Vaticano.
Il 10 agosto 2023 papa Francesco ha accolto la sua rinuncia al governo pastorale del patriarcato di Lisbona per raggiunti limiti di età; gli è succeduto Rui Manuel Sousa Valério, fino ad allora ordinario militare per il Portogallo.
Il 7 e 8 maggio 2025 ha partecipato come cardinale elettore al conclave che ha portato all'elezione di papa Leone XIV.

## Genealogia episcopale e successione apostolica
La genealogia episcopale è:
- Cardinale Scipione Rebiba
- Cardinale Giulio Antonio Santori
- Cardinale Girolamo Bernerio, O.P.
- Arcivescovo Galeazzo Sanvitale
- Cardinale Ludovico Ludovisi
- Cardinale Luigi Caetani
- Cardinale Ulderico Carpegna
- Cardinale Paluzzo Paluzzi Altieri degli Albertoni
- Papa Benedetto XIII
- Papa Benedetto XIV
- Cardinale Enrico Enriquez
- Arcivescovo Manuel Quintano Bonifaz
- Cardinale Buenaventura Córdoba Espinosa de la Cerda
- Cardinale Giuseppe Maria Doria Pamphilj
- Papa Pio VIII
- Papa Pio IX
- Cardinale Alessandro Franchi
- Cardinale Gaetano Aloisi Masella
- Cardinale José Sebastião d'Almeida Neto, O.F.M.Disc.
- Vescovo António José de Souza Barroso
- Vescovo Manuel Luís Coelho da Silva
- Cardinale Manuel Gonçalves Cerejeira
- Cardinale António Ribeiro
- Cardinale José da Cruz Policarpo
- Cardinale Manuel Clemente

La successione apostolica è:
- Vescovo José Augusto Traquina Maria (2014)
- Vescovo José João dos Santos Marcos (2014)
- Vescovo José Ornelas Carvalho, S.C.I. (2015)
- Cardinale José Tolentino Calaça de Mendonça (2018)
- Vescovo Daniel Batalha Henriques (2018)
- Patriarca Rui Manuel Sousa Valério, S.M.M. (2018)
- Cardinale Américo Manuel Alves Aguiar (2019)

## Araldica
| Stemma | Blasonatura |
| ------ | --- |
|        | D'argento alla croce greca di rosso, caricata da una stella di otto raggi d'oro. Lo scudo, accollato a una croce astile patriarcale d'oro, posta in palo, è timbrato da un cappello con cordoni e nappe di rosso. Le nappe, in numero di trenta, sono disposte quindici per parte, in cinque ordini di 1, 2, 3, 4, 5. Sotto lo scudo, nella lista svolazzante d'argento, il motto in lettere maiuscole di nero: IN LUMINE TUO. |